# Ерно Вуоринен
Ерно „Емпу“ Вуоринен (на фински: Erno „Emppu“ Vuorinen) е китарист на симфоник метъл групата Nightwish.

## Биография
Роден е на 24 юни 1978 в Китее, Финландия. Учи китара от 12-годишен.

## С Nightwish
През 1996 г. заедно с Туомас Холопайнен и Таря Турунен създава групата Nightwish, отначало планирана като акустичен проект. След като към тях се присъединява барабанистът Юка Невалайнен, посоката на групата се променя – стилът на Nightwish става Симфоничен метъл. Оттогава Ерно, заедно с Туомас Холопайнен пише текстовете на песните от албумите от Oceanborn до Dark Passion Play включително. Песента Whoever Brings The Night от Dark Passion Play е написана само от него.

## Други участия
Ерно е свирил и с групите Altaria, Brother Firetribe, Darkwoods My Betrothed, Almah и Barilari.

## Дискография

### Darkwoods My Betrothed
- 1998: Witch-Hunts

### Altaria
- 2003: Invitation

### Barilari
- 2003: Barilari

### Brother Firetribe
- 2006: False Metal
- 2008: Heart Full of Fire
- 2014: Diamond In The Firepit

### Nightwish
- 1997: Angels Fall First
- 1999: Oceanborn
- 2000: Wishmaster
- 2001: Over the Hills and Far Away (EP)
- 2001: From Wishes to Eternity (Live-Album)
- 2002: Century Child
- 2004: Once
- 2004: Tales from the Elvenpath (Best-Of Album)
- 2005: Highest Hopes (Best-Of Album)
- 2006: End of an Era (Live-Album)
- 2007: Dark Passion Play
- 2011: Imaginaerum
- 2013: Showtime, Storytime (Live-Album)
- 2015: Endless Forms Most Beautiful